# Никола Бацаров
 Тази статия е за българския просветен деец.  За българския електроинженер вижте Никола Бацаров (електроинженер).  
Никола Иванов Бацаров е български учител и обществен деятел от периода на Възраждането и първите години след Освобождението на България от османско владичество.

## Биография
Роден в Калофер в 1818 година, той получава началното си образование в родния си град и в Цариград, по-късно учи при Неофит Рилски и Неофит Бозвели в Габрово. През 1849 г. Бацаров се установява като учител в Мачин, Северна Добруджа. Допринася много за налагането на българския език в училище и в църковното богослужение за сметка на гръцкия. Остава в Мачин до края на Кримската война. След временното завземане на града от руските войски спомага за организиране на доброволчески отряди в помощ на руснаците.
От 1858 до 1866 г. живее и учителства в Шумен. Включва се дейно в борбата срещу гръцкото духовенство за самостоятелна българска църква, издига се до главен секретар на Шуменската църковно гражданска община. Сътрудник на възрожденските списания и вестници „Цариградски вестник“, „Български книжици“, „Дунавски лебед“, „Слово“. Поддържа кореспонденция с националния революционер Георги Раковски.
След 1866 г. Бацаров развива обществена дейност на различни места в Североизточна България (Варна, Русе, Провадия, Дивдядово), подпомага организирането на Варненската епархия. След Освобождението се установява в Нови пазар, става кмет на града, впоследствие е мирови съдия.
Никола Бацаров е баща на генерал-майор Иван Бацаров. Запазеният в Народната библиотека „Св. св. Кирил и Методий“ личен архив на Бацаров съдържа кореспонденцията му и автобиография, представляващи ценни източници за историята на църковно-националните борби и обществения живот в Мачин, Шумен и другите места, където е живял.